# Сенсер, Морис
Морис Сенсер (нидерл. Maurice Censer; 20 сентября 1889 — 10 декабря 1956) — бельгийский шахматист.

## Биография
Морис Сенсер был одним из ведущих шахматистов Бельгии с начала 1910-х и до конца 1920-х годов. В 1918 году на международном шахматном турнире в Схевенингене он разделил 3-е — 4-е места. В 1927 году в Гентe Морис Сенсер занял 3-е место в чемпионате Бельгии по шахматам. В 1927 году в Лондоне он играл за Бельгию на четвёртой доске на 1-й шахматной олимпиаде (+2, =4, -9).